# Джилиан Хофман
Джилиан Хофман (на английски: Jilliane Hoffman) е американска писателка на бестселъри в жанра съдебен трилър.

## Биография и творчество
Джилиан Хофман е родена през 1967 г. в Лонг Айлънд, САЩ. Учи в юридическия факултет в Университета „Сейнт Джон“ в Куинс, Ню Йорк, където завършва през 1992 г. с бакалавърска степен и степен по право.
В периода 1992 – 1996 г. работи като заместник-окръжен прокурор в Маями, Флорида, по въпросите на домашното насилие и правната екстрадиция. След това до 2001 г. е регионален правен консултант към Министерството на правосъдието, като съветва повече от сто специални агенти по наказателни и граждански дела в сложни разследвания, свързани с наркотици, убийства и организирана престъпност.
Черпейки сюжети от своя професионален опит Джилиан Хофман започва да пише съдебни трилъри. Първият ѝ роман „Възмездие“ е публикуван през 2004 г. Той става бестселър и тя се посвещава на писателската си кариера. Правата за екранизирането на трилъра са закупени от „Уорнър Брос.“.
Джилиан Хофман живее във Форт Лодърдейл, Флорида, със съпруга си и двете си деца.

## Произведения

### Самостоятелни романи
- Plea of Insanity (2007)
- Pretty Little Things (2010)
Невръстни красавици, изд.: ИК „Колибри“, София (2013), прев. Валерия Панайотова
- All the Little Pieces (2015)

### Серия „С. Д. Таунзенд“ (C.J. Townsend)
1. Retribution (2004)
Възмездие, изд.: ИК „Колибри“, София (2007), прев. Веселин Иванов
2. Last Witness (2005)
3. The Cutting Room (2012)